# Otto Somann
Otto Gustav Adolf Somann (* 24. Oktober 1899 in Toddin bei Hagenow (Mecklenburg-Schwerin); † 7. Dezember 1956 in Hamburg) war im Dritten Reich ein hoher Funktionär des SS-Sicherheitsdienstes. 1947 wurde er als Kriegsverbrecher verurteilt. Ab 1951 war er Agent der „Organisation Gehlen“.

## Leben
Somann war Sohn eines Bauern. Zunächst arbeitete er ebenfalls als Landwirt und Schmied. Somann engagierte sich früh im rechten Lager. Von 1920 bis 1922 gehörte er der „Sturmabteilung Roßbach“ an. Ab 1922 war er Mitglied des rechtsextremen „Frontbann“. Bis 1925 war er Mitglied der Deutschvölkischen Freiheitspartei.

### NS-Karriere
1926 trat Somann in die SA ein. Zum 20. März 1927 trat er der NSDAP (Mitgliedsnummer 58.502) bei. Bis 1931 fungierte er als NSDAP-Ortsgruppenleiter in Hagenow.
Am 1. November 1931 trat Somann in die Allgemeine SS (SS-Nr. 25.638) ein und führte bis 1934 den SS-Trupp in Hagenow. 1934 wurde Somann hauptberufliches SS-Mitglied. Von August 1934 an war er im Rang eines SS-Hauptscharführers in der SS-Verfügungstruppe und Mitglied der „Stabswache“ des SS-Oberabschnitts Nord. Ab 1935 arbeitete Somann im Sicherheitsdienst (SD) der NSDAP, zunächst als Stabsführer beim SD-Oberabschnitt Nord in Stettin (1935–37). Laut seiner Nachkriegs-CIA-Akte war Somann 1936 in der Sammelstelle des SD-Hauptamts im Reichssicherheitshauptamt (RSHA) tätig. 1937 war er als SS-Hauptsturmführer im SS-Hauptamt, im Januar 1938 war er SS-Sturmbannführer. Später führte er den SD-Unterabschnitt Liegnitz und danach die SD-Leitabschnitte Breslau und Hamburg.
Im Januar 1943 wurde Somann im Rang eines SS-Standartenführers als Inspekteur der Sicherheitspolizei und des SD (IdS) in Wiesbaden eingesetzt. Dabei zählte unter anderem die Errichtung von sogenannten „Arbeitserziehungslagern“ zu seinen Aufgaben. In dieser Funktion war Somann mitverantwortlich für die Ermordung von 23 luxemburgischen Häftlingen im SS-Sonderlager Hinzert am 25. Februar 1944. Am Tag darauf wurde er als Oberst der Polizei ins Beamtenverhältnis übernommen. Am 21. Juni 1944 wurde Somann zum SS-Oberführer befördert. Ab Juli 1944 fungierte er als Befehlshaber der Sicherheitspolizei und des SD (BdS) in Metz. Am 29. August 1944 ernannte man ihn zum Inspekteur des Zollgrenzschutzes für das gesamte Reichsgebiet und die besetzten Länder beim stellvertretenden Chef des Amtes IV (Gestapo) und Generalgrenzinspekteur Wilhelm Krichbaum. Anfang April 1945 war er Beisitzer im Verfahren des SS- und Polizei-Standgerichts gegen Hans von Dohnanyi u. a. im KZ Sachsenhausen. Im April 1945 war er im neugegründeten „Nordstab“ des Reichssicherheitshauptamts. Am 5. Mai 1945 verschwand er aus Flensburg, angeblich um ein Grenzschutzkorps an der deutsch-dänischen Grenze aufzubauen.
Somann war Träger des Goldenen Parteiabzeichens der NSDAP, des Kriegsverdienstkreuzes mit Schwertern, der Dienstauszeichnung der NSDAP in Bronze und Silber, des SS-Totenkopfrings, des mecklenburgischen Gauehrenzeichens sowie weiterer Auszeichnungen.

### Nach 1945
Im Rahmen der Dachauer Prozesse musste sich Somann von Januar bis März 1947 im Verfahren US vs. Jürgen Stroop et al mit zwanzig weiteren Angeklagten für die Beteiligung an Fliegermorden verantworten und wurde mit vier Jahren Haft bestraft. Während seiner Internierung wurde Somann durch das Office of Chief of Counsel for War Crimes (OCCWC) Anfang 1948 im Rahmen der Nürnberger Prozesse vernommen. Nach der Haftentlassung ging er zu seiner in Hamburg lebenden Familie. An seiner nationalsozialistischen Gesinnung hielt er fest.
1951 wurde Somann von seinem vormaligen Untergebenen SS-Obersturmführer Hans Sommer für die „Organisation Gehlen“ rekrutiert. Er selber warb seinen ehemaligen SS-Mitarbeiter Ernst Schwarzwäller (1905–1977) an. Somann wurde unter der Nummer V-2950 geführt und benutzte die Decknamen Otmar Lange und Otmar Seidemann. 1953 war Somann leitender Mitarbeiter der „Generalvertretung“ der „Organisation Gehlen“ in Bremen.
Mitte Dezember 1953 wurde Somann in einer ADN-Meldung als Gehlen-Agent enttarnt. Ein SED-Funktionär machte daraufhin die Staatssicherheit auf dessen Vergangenheit aufmerksam. In der DDR-Zeitschrift Neue Justiz. erschien danach ein Artikel, der Somann vorwarf, eine gegen die DDR gerichtete Sabotageorganisation („Technische Nothilfe“) zu leiten.
Bereits 1952 war Somann laut Verfassungsschutz verdächtigt worden, für das Ministerium für Staatssicherheit (MfS) oder den russischen Geheimdienst zu arbeiten. An diesem Verdacht scheiterte auch sein Versuch, die neonazistische Kaderorganisation „Europäische Bruderschaft Deutscher Nation“ zu infiltrieren. 1954–56 kam es tatsächlich zu mehreren Versuchen des MfS, Somann zu „überwerben“, obwohl im Sommer 1955 gegen ihn wegen seiner Beteiligung am Standgerichtsverfahren gegen Hans von Dohnanyi ermittelt wurde. Die Staatssicherheit setzte mehrere Inoffizielle Mitarbeiter auf Somann an, darunter Freunde, Verwandte und ehemalige SS-Kollegen.
Im Sommer 1954 rekrutierte die MfS-Spionageabwehrabteilung HA II Sommer und Schwarzwäller als Mitarbeiter, die unter der Deckbezeichnung „Bremen“ über Somann berichteten. Schließlich kam es auch zu Anwerbungstreffen mit Somann, der dem MfS zufolge „in finanzieller Hinsicht in der Klemme“ saß. Dabei wurden Somann ein festes monatliches Gehalt und bei Übertritt weitere Zahlungen, eine fertig eingerichtete Wohnung sowie ein Kuraufenthalt angeboten. Zum Beweis der Ernsthaftigkeit des Angebots erhielt Somann sogar eine vom DDR-Innenminister Karl Maron unterschriebene „Bescheinigung“, die ihm „einen ungehinderten Aufenthalt in der Deutschen Demokratischen Republik gewährte“. In einer MfS-Instruktion zum Umgang mit Somann vom 2. Juni 1955 hieß es: „Weisen Sie darauf hin, das<--sic! oder dass/daß--> wir keine Menschen sind, die Personen eventuelle Vergehen nachtragen. Jeder Mensch, der seine Kräfte für die Erhaltung des Friedens einsetzt, hat bei uns einen Platz in der Gesellschaft. Wir schätzen nicht den Menschen nach seiner Vergangenheit ein, sondern wie er heute ist und was er für die Gesellschaft leistet.“ Die Kontakte wurden durch den unerwarteten Tod Somanns beendet. Wahrscheinlich hatte Somann die Verbindung zum MfS seiner Dienststelle gemeldet oder sogar in deren Auftrag gehandelt.